# Битка при Талавера
Битката при Талавера (на испански: Batalla de Talavera; на френски: Bataille de Talavera; на английски: Battle of Talavera) е сражение край Талавера де ла Рейна, близо до испанската столица Мадрид, между обединените испанско-английски войски и войските на френската империя. Това е едно от първите по-големи сражения в Полуостровната война.

## Резултат
Французите понасят големи загуби в ожесточената битка, губейки 7390 души убити и ранени. Испанците губят около 1200 души, а англичаните – 5500. Това е около 25% от британските сили в сравнение с 18% загуби от френска страна. Много от ранените от двете страни изгарят живи, когато пламва сухата трева на бойното поле. На следващия ден, 3000 войника от Леката бригада идват на помощ на британската армия след известния марш от 42 мили (68 км) за 26 часа.
След тази битка Уелсли Уелингтън получава титлата виконт на Талавера.